# Scaphiella iguala
Scaphiella iguala är en spindelart som beskrevs av Willis J. Gertsch och Davis 1942. Scaphiella iguala ingår i släktet Scaphiella och familjen dansspindlar. Inga underarter finns listade i Catalogue of Life.